# Système de management de la qualité
 (mars 2016).
Si vous disposez d'ouvrages ou d'articles de référence ou si vous connaissez des sites web de qualité traitant du thème abordé ici, merci de compléter l'article en donnant les références utiles à sa vérifiabilité et en les liant à la section « Notes et références ».
Un système de management de la qualité (SMQ) ou système de gestion de la qualité (SGQ) (en anglais quality management system) est l'ensemble des activités par lesquelles l’organisme définit, met en œuvre et revoit sa politique et ses objectifs qualité conformément à sa stratégie. Le SMQ d'un organisme est constitué de processus corrélés et interactifs utilisant des ressources pour atteindre les résultats visés et fournir de la valeur (produit, service, etc.). 
Le SMQ est nécessaire à la maîtrise et à l'amélioration des divers processus d'une organisation, permettant ainsi l'amélioration continue de ses résultats et de ses performances.
Le management de la qualité est un domaine central pour l'entreprise. Il est donc souvent utile d'imaginer une structure à cette activité qui concerne l'ensemble des services (logistique, informatique décisionnelle, finance, marketing/vente). Cependant chaque service a, a priori, la responsabilité complète de sa qualité. Le management de la qualité est donc une activité support cherchant à donner aux services la capacité de standardisation, mutualisation, et ré-utilisation des ressources nécessaires pour assurer les synergies (ou flexibilité) et efficience pour atteindre la stratégie d'entreprise attendue. La mise en œuvre du système de management de la qualité est donc ici le processus support de la qualité de l'entreprise.
De manière plus pragmatique, il comprend :
- un système qui documente les pratiques (processus métier, procédures d'entreprises, modes opératoires, etc.)
- un système de vérification (par exemple des audits internes)
- un système d'analyse des résultats au niveau de la Direction (revue de direction).

## Systèmes traditionnels
Cette notion de SMQ est clairement définie dans la version actuelle de la norme ISO 9001.
Cela passe par l'engagement manifeste de la Direction (leadership), par une implication correctement déclinée vers l'ensemble du personnel de l'entité, par l'instauration de relations mutuelles bénéfiques entre l'organisme et les clients mais aussi les autres parties intéressées (fournisseurs, partenaires, actionnaires, institutions, etc.) intervenant dans le processus d'élaboration de la prestation ou du service commercialisé.
Ainsi, les concepteurs seront à l'écoute du client et/ou consommateur final afin de créer un produit ou un service qui réponde précisément à ses besoins explicites ou implicites.
En interne, l'accent est mis sur la maîtrise des compétences, sur l'optimisation de la consommation des ressources à travers une plus grande implication du personnel et une amélioration des processus de l'entité.
Le but du SMQ est double :
- Garantir l'assurance de qualité du produit, et
- Accroître la satisfaction des clients

Le SMQ fait donc partie de l'ensemble des outils de gestion mis à disposition d'un manager qui, par nature, doit coordonner des activités pour orienter et contrôler l'entité qu'il dirige (une entreprise, une association, un service, un contrat...).
De ce fait il apparaît que les véritables responsables du management de la qualité sont les personnes qui ont autorité et responsabilité en matière de
ressource financière (et autres) requise pour que ce management puisse exister.
Plus que la simple conformité à une note, un programme ou un plan, le management de la qualité inclut le rôle significatif joué par le donneur d'ordre (ou client) lors de la définition des éléments d'entrée que sont ses exigences qu'elles soient contractuelles (c'est-à-dire formulées dans le contrat) ou, dans le cas où elles ne sont pas formulées, nécessaires pour l'usage spécifié ou, lorsqu'il est connu, pour l'usage prévu. 

Le cercle de base.

La mise en œuvre du management de la qualité va donc bien au-delà du simple contrôle de conformité, a posteriori, puisqu'il s'agit de :
1. Planifier : établir les objectifs et les processus nécessaires pour fournir des résultats correspondant aux exigences des clients et aux politiques de l'entité.
2. Faire : mettre en œuvre tout ce qui doit être fait pour garantir, à priori, la satisfaction des exigences du client et la satisfaction des besoins de l'entité.
3. Vérifier : surveiller et évaluer les résultats obtenus ainsi que déterminer les actions à entreprendre pour résorber les écarts constatés, et
4. Corriger : entreprendre les actions pour corriger les écarts ainsi qu'améliorer, de manière continue, les performances des activités ou produits.

Voir Roue de Deming

## Tendance actuelle: prise en compte du contexte
Les normes traditionnelles décrivant des systèmes de management de la qualité souffrent de certains manques concernant la prise en compte du contexte. La qualité totale a voulu aller dans ce sens.
Les normes ISO 9000 sont orientées vers la satisfaction client et la conformité de ses produits et service, mais prennent peu en compte les impacts sur l'environnement, sur les fournisseurs, sur l'hygiène et la sécurité au travail, par exemple, qui font l'objet de normes ou de standards séparés (norme ISO 14001 pour l'environnement et standard OHSAS 18001 ou encore le MASE (en France) pour l'hygiène et la sécurité du travail).
On constate depuis quelques années une tendance à la globalisation des thèmes de la qualité, sous la poussée des attentes de la société civile : risques globaux, changement climatique...
Les enjeux de développement durable ont été traduits, pour les entreprises, dans des concepts de responsabilité sociétale, et des travaux sont en cours pour formaliser un cadre de normalisation cohérent, à la fois sur le plan industriel, et sur le plan du pilotage des systèmes d'information.
D'autres référentiels de systèmes de management sont disponibles :
- ISO 14001 pour le management de l'environnement.
- ILO-OSH et ISO 45001 pour le management de la sécurité et de la santé au travail.
- ISO 22000 pour le management de la sécurité des denrées alimentaires.
- ISO 26000 sur responsabilité sociétale des entreprises et des organisations, en leur donnant des lignes directrices pour opérer de manière socialement responsable (opérer de manière éthique et transparente de façon à contribuer à la bonne santé et au bien-être de la société).
- ISO 27000 sur le plan de la sécurité globale du système d'information, qui met à jour la norme ISO 17799.
- ISO 37001 pour le management anti-corruption.
- ISO 39001 pour le management de la sécurité routière.

## Principes de management de la qualité
Le management de la qualité s'appuie sur sept principes (voir norme ISO 9000 version 2015 - Systèmes de management de la qualité / Lignes directrices pour l'amélioration des performances):
1. Orientation client
2. Leadership
3. Implication du personnel
4. Approche processus
5. Amélioration continue
6. Prise de décision fondée sur des preuves
7. Management des relations avec les parties intéressées

## Intérêt du management de la qualité
Une utilisation réussie de ces sept principes de management par une entité procurera des avantages pour les parties intéressées, tels que :
- Des retours financiers plus importants
- La création de valeur
- Une plus grande stabilité

## Intérêts de la certification du système
Il y a au moins deux avantages à la certification du système de management de la qualité :
L'intérêt principal réside dans l'obligation, pour l'entité certifiée, de rendre compte sur l'efficacité de son SMQ lors d'audits programmés à fréquence régulière effectués par l'organisme certificateur et, par là même, d'être dans une sorte d'obligation à maintenir le SMQ en accord avec les exigences du référentiel de certification sous peine de perdre cette certification.
D'autre part, pour l'utilisateur (client, donneur d'ordre, ...) qui décide de confier travaux ou services à une entité certifiée, l'intérêt réside dans le fait que, même si l'obligation de certification n'est pas mentionnée au contrat qui lie les deux parties, l'entité certifiée doit se conformer et apporter réponse à toutes les exigences du référentiel de certification pour toutes les activités qu'elle effectue pour construire, fournir et/ou livrer le service ou le produit et donc d'être en mesure de fournir toutes les preuves de conformité aux exigences du référentiel comme, dans le cas du référentiel ISO 9001, l'obligation de réaliser, produire ou assurer :
- la maîtrise des documents (documents fournis par le client, documents produits par l'entité et documents requis par la mise en application du contrat client/fournisseur),
- la disponibilité des ressources humaines compétentes sur la base de la formation initiale et professionnelle, du savoir-faire et de l'expérience,
- les activités requises de vérification, validation, surveillance, contrôle et essai spécifiques au produit,
- les critères d'acceptation du produit,
- la maîtrise des dispositifs de surveillance et de mesure,
- etc.

Points qui peuvent éventuellement être mentionnés et/ou vérifiés chez le fournisseur ou le sous-traitant lors de la qualification et/ou de la consultation.

## Approche processus
Comme son nom l'indique, l'organigramme ne livre aucune information sur la façon dont fonctionne l'organisation d'une entité. Traditionnellement un organigramme est établi pour représenter les liens hiérarchiques entre des personnes. C'est l'approche processus qui s'avère être un outil efficace et efficient non seulement pour développer, mettre en œuvre et améliorer une organisation mais aussi pour représenter le fonctionnement d'une organisation.
Toute activité ou ensemble d'activités qui utilise des ressources pour convertir des éléments d'entrée en éléments de sortie peut être
considérée comme un processus. 
Pour que l’organisation fonctionne de manière efficace, elle doit identifier et gérer de nombreux processus corrélés et interactifs. Souvent les éléments de sortie d'un processus forment directement un ou plusieurs éléments d'entrée du ou des processus en liaison aval. 
L'identification et le management méthodiques des processus utilisés dans l’organisation (de l'entité, du service, du contrat), et plus particulièrement les interactions de ces processus, sont appelés «l'approche processus».
Dans une approche processus, ceux-ci sont classés en trois familles :
- Les processus de pilotage ou de management
- Les processus opérationnels
- Les processus supports ou de soutien

D'une manière générale une quinzaine de processus, au plus, devraient suffire à transcrire l'organisation d'une entité, au-delà cela risque d'être confus. Tout l'intérêt de l'approche est là : Déterminer quels sont les quelques processus fondamentaux de l'organisation. 
Pour une meilleure compréhension du fonctionnement la présentation des processus peut être envisagée sous une forme graphique, on parle alors de cartographie de(s) processus.
Pour plus de détails nous vous invitons à consulter la page Processus.